# Occitània
|  | Aquest article tracta sobre el país i àrea històrica de domini de l'occità. Si cerqueu la regió administrativa francesa, vegeu «Occitània (regió administrativa)». |

Occitània és l'àrea històrica de domini de la llengua occitana. Comprèn bona part del terç sud de França, la Vall d'Aran (Catalunya, a Espanya ) , les valls occitanes (del Piemont, a Itàlia) i Mònaco. Antoine Fabre d'Olivet va emprar per primer cop el mot Oscitanique per referir-se a aquesta zona cultural.
Aquesta designació no l'accepta tothom per diferents raons, com l'absència (relativa) de tradició històrica. En canvi, l'adjectiu occità com a definició identitària ha assolit certa normalitat d'ús en tot l'àmbit lingüístic i també a la resta de l'estat francès.
El territori d'Occitània no té cap reconeixement oficial, només lingüístic (i amb graus molt variables en funció dels estats respectius). Els grups de nacionalistes occitans són minoritaris, tot i l'èxit de les manifestacions que es van fer a Carcassona amb uns 10.000 manifestants el 22 d'octubre de 2005, Besiers amb unes 18.000 persones el 17 de març de 2007 i altra vegada a Carcassona el 24 d'octubre de 2009 amb més de 20.000 manifestants.
La llengua occitana només és reconeguda com a oficial, protegida i promoguda a la Vall d'Aran. A l'estat italià, se li ha atorgat l'estatus de llengua protegida i a l'estat francès només gaudeix d'una acceptació a la xarxa educativa, però li manca reconeixement legal. Cal afegir, nogensmenys, que, malgrat la seva posició social precària, l'occità va ser una de les llengües oficials dels Jocs Olímpics de Torí.
La bandera occitana és la dels comtes de Tolosa: creu groga en fons vermell. La creu occitana apareix avui a les banderes oficials de la ciutat de Tolosa i de la regió francesa de Midi-Pyrénées, així com a l'escut del departament dels Alts Alps. Abans de l'arribada de Georges Frêche al capdavant de la regió, també es trobava al costat de l'escut de Catalunya a la bandera de la regió del Llenguadoc-Rosselló. La creu s'ha implantat amb èxit a les valls occitanes del Piemont i també a la Val d'Aran, on ha estat integrada a la bandera del país, que només mostrava abans la clau aranesa.

## Història d'Occitània
Occitània, per mor de la seva posició geogràfica, sempre s'ha trobat en una cruïlla estratègica entre tota mena de corrents (essencialment grecs i llatins, orientals, nòrdics i evidentment mediterranis). Hereva de la cultura llatina i d'una part d'elements celtes, arribà a convertir-se en un dels centres neuràlgics de la cultura romànica a partir del segle ix. Va ser l'occità una de les llengües més primerenques a substituir el llatí en molts actes, documents, peces literàries i obres científiques. Així, les primeres gramàtiques anteriors a la de Nebrija són occitanes (com per exemple les Leys d'Amors del segle xiv).
Els segles XI, XII i XIII foren l'època de major esplendor de la cultura i la política occitanes. El model d'occità escrit, gràcies a la seva cultura refinada i brillant, se situà com una mena de llengua vehicular en tot Europa, culturalment amb els trobadors, i també políticament amb l'elaboració dels furs dels territoris aragonesos i navarresos, sense oblidar òbviament la influència que va exercir sobre la poesia de les terres de llengua catalana fins a Ausiàs March.
Foren aquells segles l'època d'or de la literatura occitana, amb el naixement de la literatura trobadoresca i la seva extensió per la major part d'Europa occidental. Políticament per la independència de fet i la prosperitat de molts dels territoris occitans (vegeu comtat de Tolosa, comtat de Foix, vescomtat de Carcassona, ducat d'Aquitània i comtat de Provença). Ara bé, aquesta època daurada s'estroncaria ràpidament, ja que la unitat dels territoris occitans era, de fet, una unitat cultural i lingüística, però no política.

### La invasió francesa

Comtats d'Occitània en la data de la Batalla de Muret

Amb l'excusa de la lluita contra l'heretgia càtara, el rei de França Felip II, aliat al papa Innocenci III, va encetar la croada albigesa contra els senyors occitans. L'exèrcit francès, liderat per Simó de Montfort, atacà i saquejà les principals ciutats d'Occitània, envaint així les terres del comte de Tolosa Ramon VI de Tolosa. El comte va reunir els seus aliats, entre els quals Pere el Catòlic, per lluitar contra les tropes franceses. La batalla de Muret (13 de setembre de 1213) va significar el final de l'edat d'or de la cultura occitana, amb la mort del rei català d'una banda i sobretot la desfeta de les tropes occitanocatalanes, amb el final de l'expansió catalana. El Llenguadoc passava així a esdevenir una dependència de la corona francesa. Entre mitjans del segle xiii i principis del segle xvii, gairebé tots els territoris occitans foren incorporats a la corona francesa.
La llengua occitana va patir una forta persecució durant la Revolució francesa, que va instaurar el francès com l'única llengua oficial de la nova república i considerava l'occità com una llengua reaccionària de l'antic règim. La instauració de l'escola pública francesa i dels mitjans de comunicació francòfons van deixar la llengua autòctona ferida de mort. El nacionalisme occità sorgeix com un sentiment de greuge de les regions del sud de França provocat per la reestructuració econòmica i energètica empresa pel gaullisme durant els anys 60, que hauria donat prioritat a les més pròsperes regions del nord. Posteriorment, a partir de 1968, es dona un ressorgiment cultural occità que, combinat amb la protesta econòmica, desemboca en la dècada dels 70 en una reivindicació nacionalista que considerava que Occitània era una colònia interna de l'estat centralista francès. L'esdevenir de la conjuntura econòmica internacional en les següents dècades va desbordar l'explicació del colonialisme intern i, com altres moviments nacionalistes tant de la resta de França com d'Europa, l'eix central de la reivindicació va passar a ser la identitat cultural i el dret de les minories.

## Geografia

Municipis d'Occitània

Occitània es pot dividir en set zones orogràficament definides:
- Pirineus al sud, que fan de frontera amb la península Ibèrica, amb alçàries com el pic d'Aussau (2.885 m), la Vinhamala (3.298 m), Long (3.194 m), Miei de Bigorra (2.877 m), Montner (francès: Monné) (2.147 m), Mauberma (2.880 m), Valhièr (2.839 m), Tres Senhors (2.199 m), Ger (2.612 m), Sent Bertomiu (2.349 m), Serrèra (2.921 m), Puèg de Burgarag (1.231 m), Camp-ras (2.554 m), pic de la Munia (3.194 m) i Neuviela (3.092 m).
- El massís Central o més ben dit Septentrional, al centre-nord del país, amb els subsistemes del Platèu de Velai, el Platèu de Miuvachas, el Platèu de la Marcha, les muntanyes del Vivarès, que inclouen el Mesenc (1.754 m), el Cantal (1.858 m), Lo Puei de Doma (1.465 m), la Losèra (1.702 m), les Cevènas (1.551 m), l'Aubrac (1.471 m), i el Puei de Sant Circ (o Puei de la Crotz; francès: Sancy, 1.886 m).
- Els Alps, a l'est, que el separen de la península Italiana, i que inclou el Planestèu de Valensòla, el Platèu de Sant Cristòu (amb els Clapier, 3.045 m; el Cheiron, 1.778 m; i La Cabrièra, 1.130 m), el Pelvús (4.103 m), el Col de Tenda (1.908 m), el mont Cenís (2.083 m), el Ventús (1.912 m), els Tres Bisbes (2.922 m), el mont Pelat (3.052 m), l'Aution (2.082 m), massís de los Escrinhs (4.103 m), la Ramièra (3.340 m), el pic d'Olan (3.654 m), i els Alps Cotians, que inclou el Visol (3.841 m), el Peuve d'Euva (3.064 m), la Ronhosa (3.280 m), el Grum (2.366 m), i el Brèc de Chambairon (3.400 m).
- La Plana de les Lanes, a la costa Atlàntica.
- La conca del Ròse o Roine, amb els rius Gardon, Ardecha, Isere i Droma.
- La conca de la Garona, amb els rius Dordonha, Òlt, Tarn, Gerç, Avairon, Ciron i Corrèsa.
- La conca del Loira, amb la Vinhana, Alier, Cruesa i Gartempa.

Altres rius del país són l'Ador, la Charenta, Aude, Argeç, Var, Eira, Illa, Llui, Midosa, Midor i Sason. Pel que fa als estanys, els principals són l'Airolha, el de Leucata o de Salses, La Canau, Casau, Sijan, Biscarrossa, Carcanc, Taur (Thau en francès), Mauguòu (Mauguio en francès), Mar de Berra, l'Òrt (Etang de l'Or en francès), Charpal, Arcaishon, Leon i Sostons.

## Organització territorial

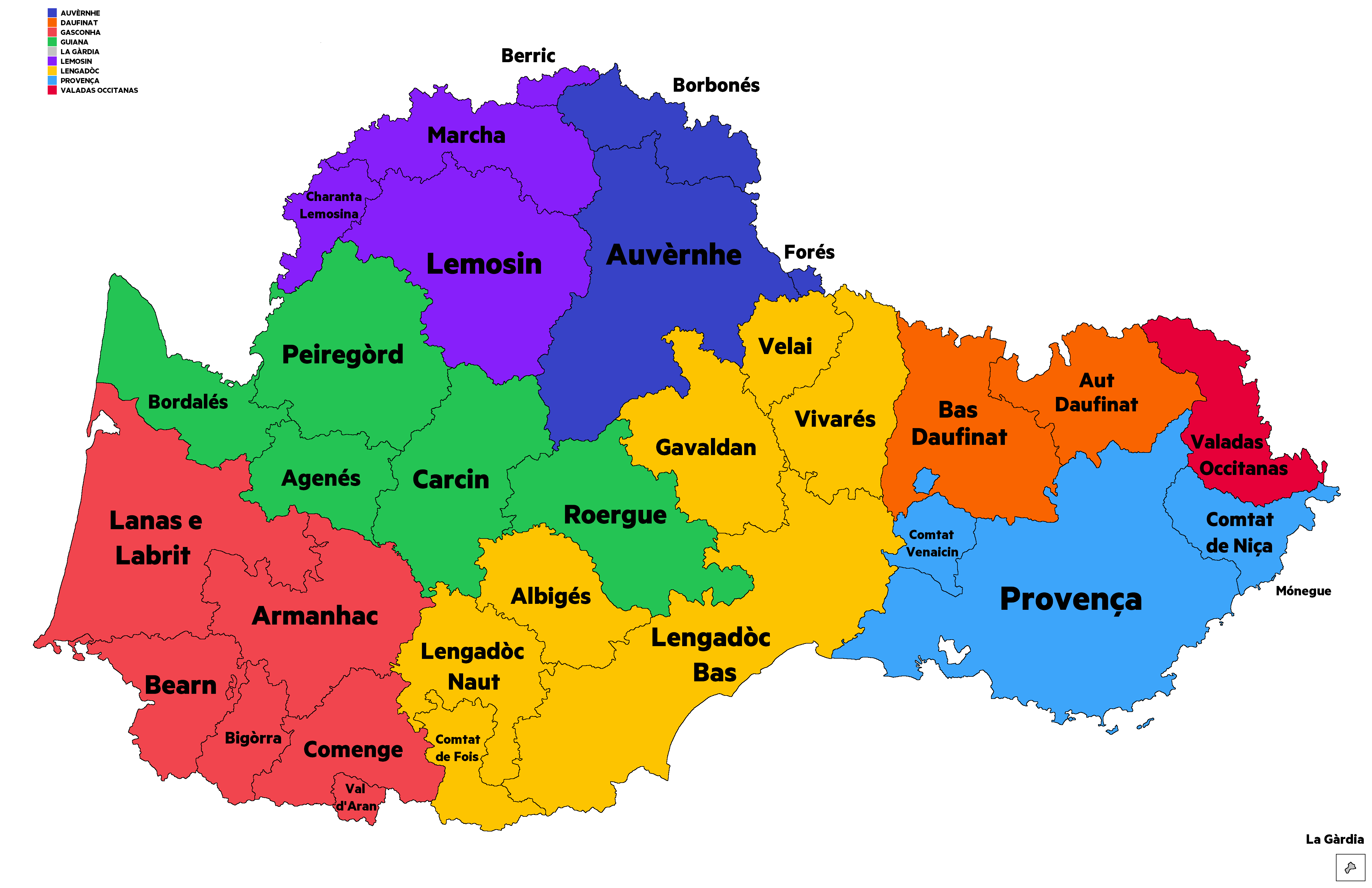
Regions i subregions d'Occitània

### Oficial administrativa
Actualment, el territori lingüístic occità està dividit entre França (gairebé la totalitat de l'àrea occitana), Itàlia (les valls occitanes, o Valdeses i l'enclavament de La Gàrdia –en italià: Guardia Piemontese– a Calàbria), Catalunya (la Vall d'Aran) i Mònaco. El territori sota administració francesa és dividit en set regions administratives.

### Històrica i cultural
Les regions històriques i culturals occitanes són l'Alvèrnia, el Delfinat, la Gascunya, la Guiena, el Llemosí, el Llenguadoc i la Provença, a més de l'exclavament de La Gàrdia. Les seves subregions són:
- Alvèrnia: Alvèrnia, Borbonès i Forès
- Delfinat: Baix Delfinat i Alt Delfinat
- Gascunya: Armanyac, Bearn, Bigorra, Comenge, Lanas i Labrit, Vall d'Aran
- Guiana: Agenès, Bordelès, Carcí, Perigord i Roergue
- Llemosí: Berric, Charanta, Llemosí i Marca
- Llenguadoc: Albigès, Alt Llenguadoc, Baix Llenguadoc, Comtat de Foix, Gavaldà
Velai i Vivarès
- Provença: Niça, Venaissí, Mònaco i Provença
- Valls Occitanes
- Enclavament de La Gàrdia

## Cultura

Mapa cronològic que mostra l'evolució territorial de les llengües del sud-oest d'Europa entre les quals apareix l'occità

L'occità és la llengua més central de les llengües romàniques; a conseqüència d'això, mentre les influències exteriors han anat incidint sobre la perifèria lingüística romànica, aquesta zona central ha anat rebent menys influències, i així ha nascut l'occità. Una altra hipòtesi sobre el naixement de l'occità pot ser que fou una llengua vehicular entre tota la gent de les àrees veïnes. En qualsevol cas, l'occità deu haver estat influenciat per circumstàncies úniques (pel que fa a Europa) com són:
- L'estructura orogràfica: l'occità és blocat en totes bandes per barreres naturals: la mar Mediterrània, l'oceà Atlàntic, els Pirineus, el massís Central i els Alps.
- Abundància de zones poc propenses a l'agricultura, la qual cosa va influir decididament en el no-establiment de colònies estrangeres en l'antiguitat.
- La immobilitat dels pobles prehistòrics de la zona, la qual cosa va generar un substrat bastant homogeni.
- Una menor celtització que en les regions veïnes.
- Una antiga i llarga romanització.
- Una feble germanització.

La llengua històrica és l'occità, però només és oficial (cooficial, amb el castellà i el català) a la Vall d'Aran. En les zones que administrativament pertanyen a França i Mònaco es parla sobretot francès, mentre que en les que estan a Itàlia es parla també italià. A França, el Sindicat Occità de l'Educació lluita per l'ensenyament bilingüe del francès i l'occità a les escoles. Altres moviments culturals occitans actuals lligats a la llengua són, per exemple, el felibritge.

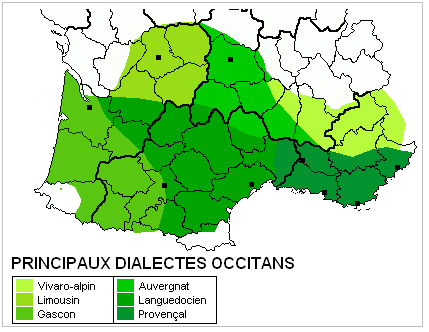
Els dialectes occitans i les regions de França

La literatura occitana i en occità va viure la seva època d'or durant l'edat mitjana, en especial els seus trobadors i trobairitzs. A finals del segle xix, com en altres pobles europeus -per exemple, el català- va sorgir un moviment de Renaixença de la literatura occitana, època en la qual podem destacar Frederic Mistrau. Un escriptor destacable occità del segle xx és, per exemple, Joan Bodon.
Potser un dels aspectes culturals que es mantenen més vius, ja que s'ha anat passant de mares a fills i sobretot no ha sofert imposicions o prohibicions polítiques, és la gastronomia. La cuina occitana és de base sobretot mediterrània, tot i que d'influència forta atlàntica a l'oest, amb molta fruita i verdura, ingredients adaptats al territori, les estacions i les particularitats personals, casolana, intuïtiva, camperola, de presentacions senzilles i sabors forts.
La música tradicional (grups com La talvera, Gacha empega, Gai saber, Remenilhe, etc.) o la nova cançó occitana (nascuda als anys 1960, amb artistes com Guy Broglia, Alan Ward, Claudi Martí, Patric, Joan-Pau Verdier, Mans de Breish, Rosina de Pèira, Jacmelina, etc., així com artistes actuals d'aquest gènere, com Laurent Cavalié, Luc Aussibal, Marilis Orionaa o Joanda), o també certs instruments (acordió diatònic, viola de roda, etc.) i balls, s'hi mantenen vius. Aquesta música és mediterrània, i sol recordar la música àrab als nord-europeus; algunes del sud no són gaire diferents d'algunes músiques tradicionals catalanes com, per exemple, les sardanes. Altres grups de música popular actual canten almenys algunes cançons en occità, és el cas, per exemple, de Lou Dalfin, Nadau, Goulamas'k, Moussu T e lei Jovents, Mauresca Fracàs Dub, Fabulous Trobadors, Verd e Blu, etc. (Vegeu també Música i danses en occità), mentre que d'altres (Zebda, Es Lo Que Hay, etc.) han optat per llengües més comercials (francès, anglès, etc.).

## Política

### Occitanisme i nacionalisme occità

Bandera històrica d'Occitània, utilitzada extraoficialment en molts territoris occitans

L'occitanisme, en sentit ample, és el conjunt de tots els moviments que fan la promoció de la llengua occitana i que defensen els interessos d'Occitània, de la seva població i de la seva cultura. L'occitanisme pot agrupar accions i moviments molt diversos, de tipus lingüístic, cultural, socioeconòmic o polític.
El nacionalisme occità és un moviment polític que reivindica la creació de l'estat d'Occitània secessionat de França. Reivindica bàsicament gran part del sud de França, a més de Mònaco i alguns territoris d'Espanya (la Vall d'Aran) i Itàlia (valls occitanes), com a part de la nació occitana. El fonament del nacionalisme és lingüístic i cultural, encara que actualment l'occità és minoritari en tot el seu àmbit lingüístic.
El nacionalisme occità sorgeix com un sentiment de greuge de les regions del sud de França provocat per la reestructuració econòmica i energètica empresa pel gaullisme durant els anys 60, que hauria donat prioritat a les més pròsperes regions del nord. Posteriorment, a partir de 1968, es dona un ressorgiment cultural occità que, combinat amb la protesta econòmica, desemboca en la dècada dels 70 en una reivindicació nacionalista que considerava que Occitània era una colònia interna de l'estat centralista francès.
L'esdevenir de la conjuntura econòmica internacional en les següents dècades va desbordar l'explicació del colonialisme intern i, com altres moviments nacionalistes tant de la resta de França com d'Europa, l'eix central de la reivindicació va passar a ser la identitat cultural i el dret de les minories.
Durant la dècada de 1980, el nacionalisme occità va retrocedir i perdre influència en la societat per mor de la seva fragmentació en nombrosos partits i organitzacions de diferent ideologia, i a la seva incapacitat per poder articular un moviment romancista que abastés un territori tan ampli (entre un terç i la meitat de França) amb una realitat social molt heterogènia. A partir de la dècada de 1990, el moviment polític occità podria qualificar-se de marginal.

### Partits polítics nacionalistes occitans

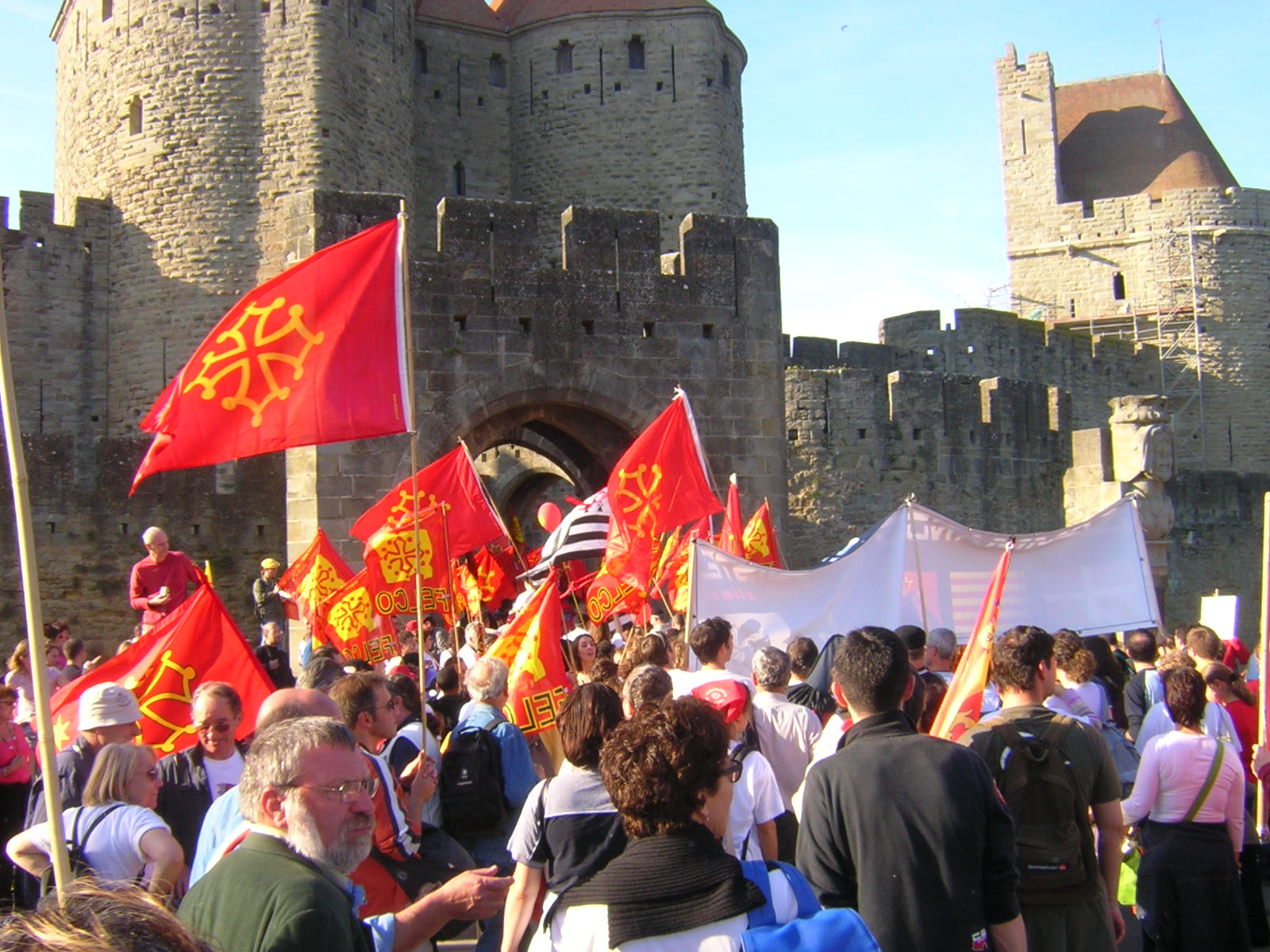
Manifestació occitanista a Carcassona el 2005

El nacionalisme occità només va adquirir una expressió política a partir de 1959, amb la creació per Francés Fontan del Partit Nacionalista Occità (actualment Partit de la Nació Occitana). Aquesta creació era, de fet, la concreció de les teories sociopolítiques desenvolupades pels ideòlegs occitans i per:
- Iniciativa per Occitània
- Paratge
- Libertatǃ
- Occitània Libertària

- Moviments polítics occitans desapareguts:
- Lucha Occitana
- Anaram au Patac
- Pòble d'Òc
- Corrent Revolucionari Occitan

## Galeria

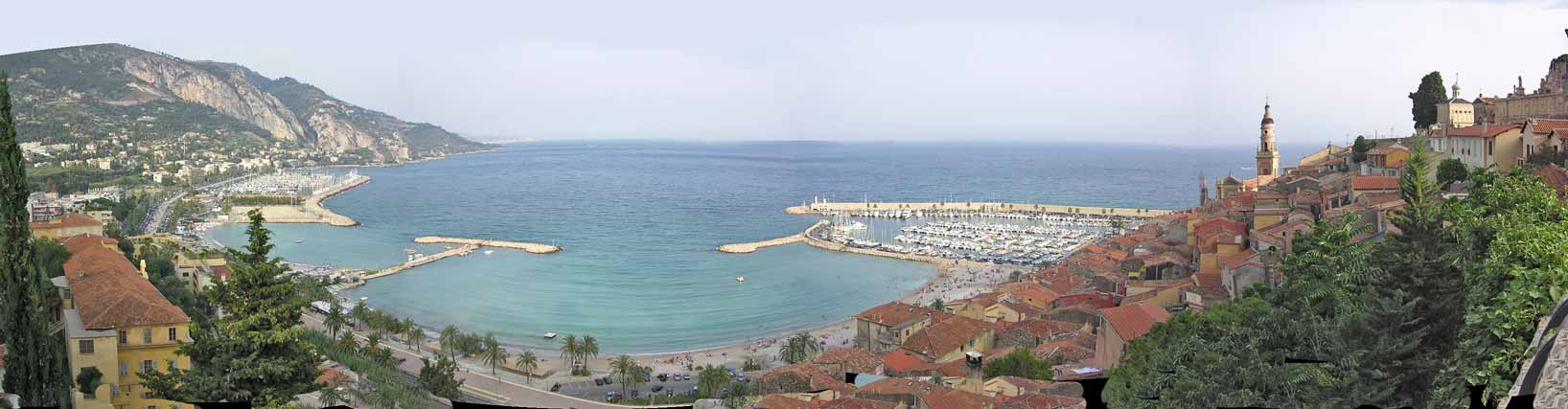
Menton, Provença, la vila més oriental d'Occitània

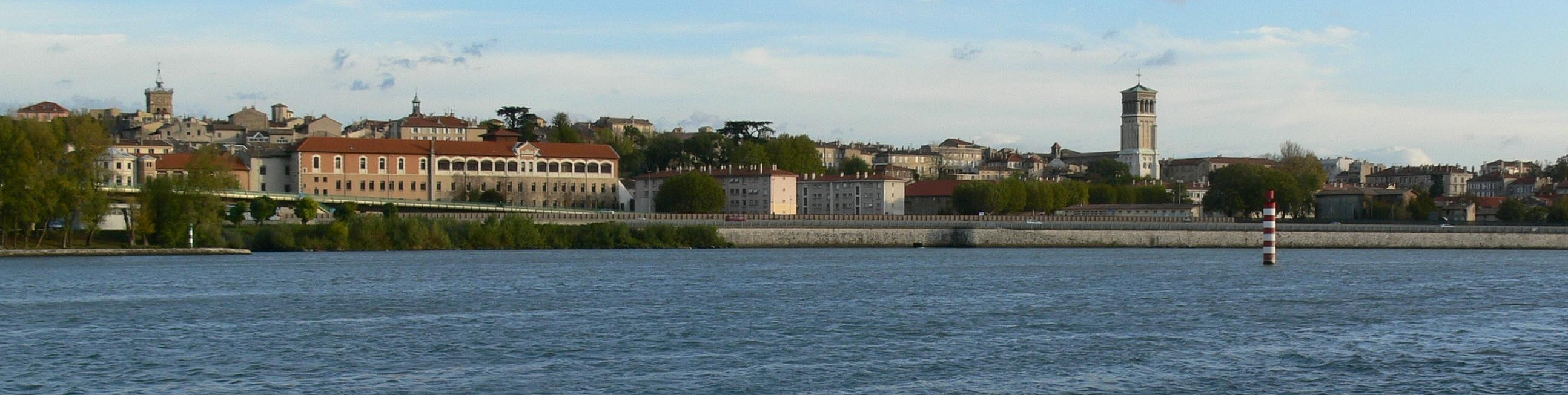
Valença, al Delfinat, vila on segons el refrany francès comença Occitània

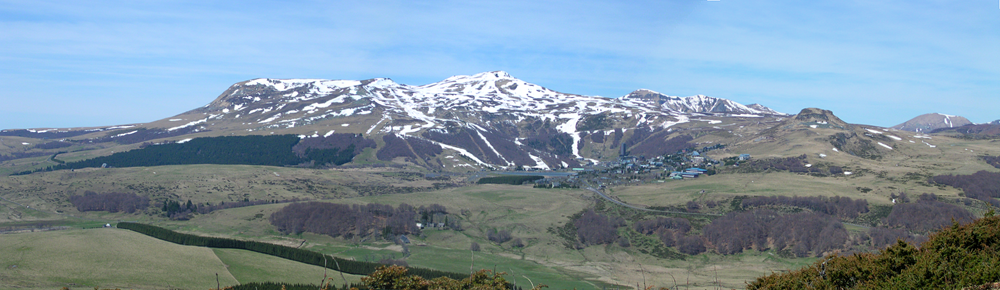
Lo Puèi de la Crotz, a l'Alvèrnia, dins del massís Central

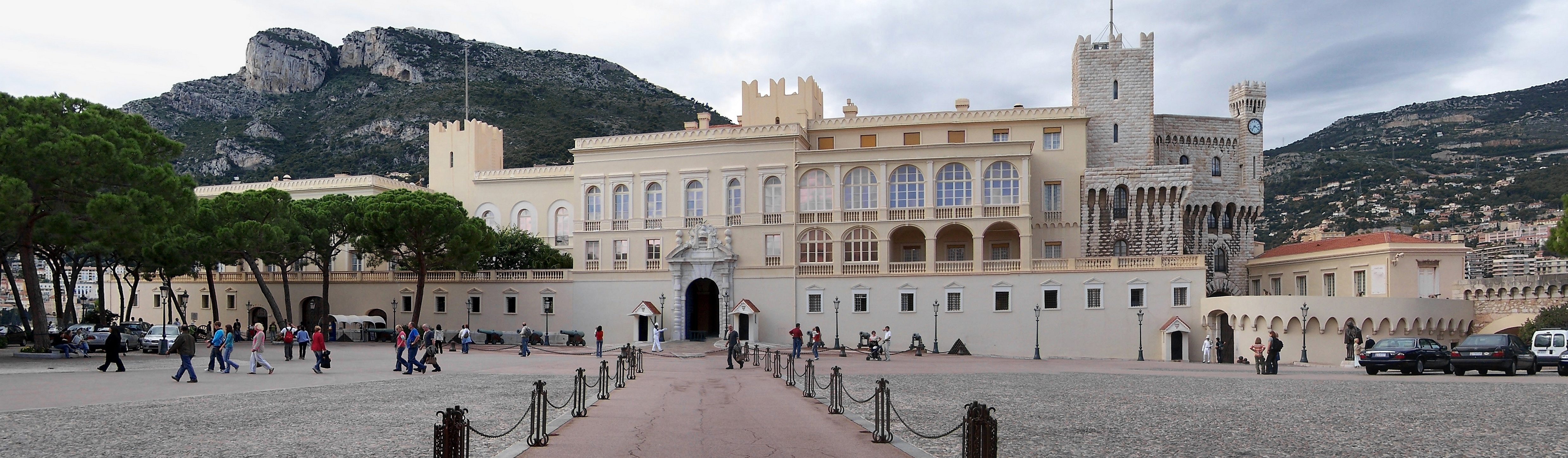
El palau dels prínceps de Mònaco